# Ural Ufa
Ural Ufa (ros. ВК «Урал» Уфа) – męski klub siatkarski z Rosji powstały w 2007 roku z siedzibą w Ufie.
Obecnie zespół występuje w rozgrywkach Superligi.

## Sukcesy
Mistrzostwa Rosji:
- 2. miejsce (1x): 2013

Puchar Rosji:
- 2. miejsce (1x): 1999

Puchar Challenge:
- 2. miejsce (1x): 2013

## Historia

### Chronologia nazw
Energetyk
- 1961: Spartak (ros. «Спартак»)
- 1973: Ufimkabel (ros. «Уфимкабель»)
- 1990: Energetyk (ros. «Энергетик»)
- 1999: Energetyk-Dinamo (ros. «Энергетик-Динамо»)
- 2000: Energetyk (ros. «Энергетик»)
- 2006: Energetyk staje się klubem satelickim Nieftianiku.

Nieftianik
- 1996: Nieftianik Baszkirii (ros. «Нефтяник Башкирии»)
- 2001: Nieftianik Baszkortostana (ros. «Нефтяник Башкортостана»)
- 2007: Ural Ufa (ros. «Урал» Уфа) (Nieftianik łączy się z Energetykiem)

Klub Ural powstał w lecie 2007 roku z połączenia zespołu Nieftianik Baszkortostana (ros. Нефтяник Башкортостана) i Energetyk (ros. Энергетик).
Nieftianik Baszkortostana jest pierwszym profesjonalnym klubem siatkarskim okręgu Baszkortostana. Swoje pierwsze rozgrywki o mistrzostwo Rosji rozpoczął wraz z pierwszym sezonem istnienia Superligi. Zdecydowanie najlepszym sezonem w wykonaniu zespołu z Ufy, był sezon 2005/2006, kiedy to Nieftianik uplasował się na piątej pozycji w klasyfikacji końcowej, co zagwarantowało mu udział w europejskich pucharach w sezonie 2006/2007.
Choć w sezonie 2006/2007 w zespole grali tacy zawodnicy jak Aleksiej Kazakow, czy dwaj brązowi medaliści Mistrzostw świata 2006 roku z Japonii - Andrej Żekow i Todor Aleksiew, drużyna z Ufy musiała walczyć o utrzymanie w Superlidze, ostatecznie po serii niepowodzeń Nieftianik zajął 9 miejsce w klasyfikacji końcowej.

## Bilans sezon po sezonie
| Sezon     | Liga          | Miejsce | Mecze (Z-P) | Mecze (Z-P) | Puchary                     |
| --------- | ------------- | ------- | ----------- | ----------- | --------------------------- |
| 1992/1993 | 2. liga       | 6.      | —           | —           |                             |
| 1993/1994 | 2. liga       | 2.      | —           | —           |                             |
| 1994/1995 | 1. liga       | 6.      | —           | —           |                             |
| 1995/1996 | Wysszaja liga | 1.      | 40          | 31-9        |                             |
| 1996/1997 | Superliga     | 6.      | 34          | 5-29        |                             |
| 1997/1998 | Superliga "A" | 5.      | 30          | 8-22        |                             |
| 1998/1999 | Superliga "A" | 6.      | 20          | 3-17        | finalista Pucharu Rosji     |
| 1999/2000 | Superliga     | 9.      | 31          | 14-17       |                             |
| 2000/2001 | Superliga     | 9.      | 42          | 17-25       |                             |
| 2001/2002 | Superliga     | 10.     | 44          | 15-29       |                             |
| 2002/2003 | Superliga     | 12.     | 44          | 11-33       |                             |
| 2003/2004 | Superliga     | 9.      | 34          | 16-18       |                             |
| 2004/2005 | Superliga     | 9.      | 36          | 19-17       |                             |
| 2005/2006 | Superliga     | 5.      | 33          | 21-12       |                             |
| 2006/2007 | Superliga     | 9.      | 23          | 10-13       |                             |
| 2007/2008 | Superliga     | 6.      | 26          | 12-14       |                             |
| 2008/2009 | Superliga     | 7.      | 28          | 14-14       |                             |
| 2009/2010 | Superliga     | 9.      | 34          | 17-17       |                             |
| 2010/2011 | Superliga     | 11.     | 34          | 12-22       |                             |
| 2011/2012 | Superliga     | 5.      | 25          | 15-10       |                             |
| 2012/2013 | Superliga     | 2.      | 35          | 24-11       | finalista Pucharu Challenge |
| 2013/2014 | Superliga     | 12.     | 22          | 8-14        |                             |
| 2014/2015 | Superliga     | 13.     | 43          | 17-26       |                             |
| 2015/2016 | Superliga     | 9.      | 26          | 9-17        |                             |
| 2016/2017 | Superliga     | 8.      | 28          | 13-15       |                             |
| 2017/2018 | Superliga     | 9.      | 29          | 16-13       |                             |
| 2018/2019 | Superliga     | 8.      | 31          | 12-19       |                             |
| 2019/2020 | Superliga     | 12.     | 19          | 5-14        |                             |
| 2020/2021 | Superliga     | 7.      | 28          | 14-14       |                             |

Poziom rozgrywek:
     najwyższy ogólnokrajowy
     drugi
     trzeci

## Kadra

### Sezon 2022/2023[1]
- 2.  Roman Żos
- 3.  Jewgienij Ribakow
- 5.  Władimir Szyszkin
- 6.  Igor Frołow
- 8.  Aleksandr Gucaluk
- 10.  Maximiliano Cavanna
- 11.  Nikita Gorbanow
- 12.  Amirhosejn Esfandijar
- 13.  Aleksiej Samojlenko
- 14.  Nikita Iwankow
- 15.  Iwan Diemakow
- 17.  Jegor Fieoktistow
- 18.  Siergiej Nikitin
- 22.  Roman Potaluk
- 23.  Danił Charitonow

### Sezon 2021/2022[2]
- 2.  Roman Żos
- 3.  Jewgienij Ribakow
- 4.  Kiriłł Piun
- 5.  Władimir Szyszkin
- 7.  Nicolas Maréchal
- 8.  Aleksandr Gucaluk
- 10.  Artur Simczenko
- 11.  Nikita Gorbanow
- 12.  Maksim Szemjatichin
- 13.  Siergiej Bondariew
- 14.  Nikita Iwankow
- 15.  Iwan Diemakow
- 16.  Siergiej Bagriej
- 17.  Jegor Fieoktistow
- 18.  Danił Charitonow
- 19.  Wiaczasłau Czarapowicz

### Sezon 2020/2021
- 1.  Jarosław Ostrachowski
- 2.  John Perrin
- 3.  Jewgienij Ribakow
- 4.  Dmitrij Kolienkowski
- 5.  Michaił Morow
- 7.  Leonid Kuzniecow
- 9.  Nikita Iwankow
- 10.  Roman Bragin
- 11.  Roman Poroszyn
- 13.  Siergiej Bondariew
- 14.  Anton Podkopajew
- 15.  Oleg Tierientjew
- 17.  Jegor Fieoktistow
- 18.  Siergiej Nikitin
- 21.  Wiktor Piwowarow
- 22.  Maciej Muzaj (do 04.02.2021)
- 23.  Maksim Kulikow

### Sezon 2019/2020
- 2.  Władisław Żłoba (od 14.02.2020)
- 3.  Jewgienij Ribakow
- 5.  Aleksandr Rodionow
- 7.  Leonid Kuzniecow
- 8.  Dienis Biriukow
- 9.  Nikola Jovović
- 10.  Roman Bragin
- 11.  Swetosław Gocew
- 15.  Aleksiej Spiridonow
- 17.  Jegor Fieoktistow
- 18.  Dmitrij Kiriczenko
- 21.  Wiktor Piwowarow
- 22.  Dmitrij Iljinych (od 10.02.2020)
- 23.  Nikita Aleksiejew
- 25.  Aleksandr Abrosimow

### Sezon 2018/2019
- 1.  Andriej Zubkow
- 2.  Jewgienij Ribakow
- 3.  Dmitrij Kowalow
- 5.  Dienis Czeriejski
- 6.  Artiom Iwanow
- 7.  Jan Jereszczenko
- 8.  Aleksandr Moczałow
- 9.  Aleksandr Rodionow
- 10.  Roman Bragin
- 11.  Igor Filippow
- 13.  Andriej Titicz
- 15.  Aleksandr Abrosimow
- 17.  Jegor Fieoktistow
- 18.  Dmitrij Kiriczenko
- 19.  Radziwon Miskiewicz

### Sezon 2017/2018
- 1.  Andriej Zubkow
- 2.  Jewgienij Ribakow
- 3.  Dmitrij Kowalow
- 5.  Andriej Koleśnikow
- 6.  Dienis Getman
- 7.  Ryley Barnes
- 8.  Jegor Fieoktistow
- 11.  Igor Filippow
- 13.  Andriej Titicz
- 14.  Aleksiej Kabieszow
- 15.  Aleksandr Abrosimow
- 18.  Dmitrij Kiriczenko
- 19.  Radziwon Miskiewicz

### Sezon 2016/2017
- 1.  Rusłan Chanipow
- 2.  Jewgienij Ribakow
- 3.  Dmitrij Kowalow
- 5.  Andriej Koleśnikow
- 6.  Dienis Getman
- 7.  Dienis Szypot´ko
- 8.  Pawieł Moroz
- 9.  Aleksandr Kritskij
- 10.  Maksim Szulgin
- 11.  Andrij Kutsmus
- 13.  Michał Łasko
- 14.  Aleksiej Kabieszow
- 15.  Aleksandr Abrosimow
- 17.  Jegor Fieoktistow
- 18.  Dmitrij Kiriczenko

### Sezon 2015/2016
- 1.  Siergiej Czerwiakow
- 2.  Oleg Samsonyczew
- 3.  Dmitrij Kowalow
- 4.  Dienis Kalinin
- 5.  Andriej Maksimow
- 7.  Leonid Kuzniecow
- 8.  Andrij Kutsmus
- 9.  Serhij Tiutlin
- 10.  Walerij Komarow
- 15.  Aleksandr Wołkow
- 16.  Aleksandr Kimerow
- 17.  Jegor Fieoktistow
- 18.  Dmitrij Kiriczenko
- 19.  Siergiej Burcew

### Sezon 2014/2015
- 1.  Władisław Żłoba
- 3.  Grigorij Afinogienow
- 5.  Andriej Maksimow
- 7.  Leonid Kuzniecow
- 8.  Władimir Mielnik
- 9.  Siergiej Andriewski
- 10.  Roman Jakowlew
- 11.  Arkadi Kozłow
- 12.  Andriej Dranisznikow
- 13.  Roman Daniłow
- 14.  Aleksandr Rodionow
- 15.  Andrij Kutsmus
- 17.  Jegor Fieoktistow
- 18.  Dmitrij Kiriczenko
- 20.  Rusłan Gałimow

### Sezon 2013/2014
- 1.  Władisław Żłoba
- 2.  Pawieł Zajcew
- 3.  Grigorij Afinogienow
- 4.  Andriej Ananiew
- 5.  Andriej Maksimow
- 6.  Björn Andrae
- 7.  Leonid Kuzniecow
- 8.  Maksim Botin
- 9.  Roman Stiepanow
- 10.  Roman Daniłow
- 11.  Nikola Kovačević
- 12.  Nikita Aleksiejew
- 13.  Aleksiej Samojlenko
- 16.  Dmitrij Kiriczenko
- 18.  Jegor Fieoktistow

### Sezon 2012/2013
- 1.  Władisław Żłoba
- 3.  Aleksiej Kazakow
- 4.  Pawieł Abramow
- 5.  Andriej Maksimow
- 7.  Maksim Botin
- 8.  Leandro Vissotto Neves
- 9.  Roman Stiepanow
- 10. Miguel Ángel Falasca
- 11. Andriej Aszczew
- 12. Nikita Aleksiejew
- 13. Aleksiej Samojlenko
- 14. Rusłan Askierow
- 15. Aleksiej Spiridonow
- 16. Aleksiej Wierbow
- 19. Maksim Pantielejmonienko
- 20. Maksim Korczunow

### Sezon 2011/2012
- 1.  Lloy Ball
- 3.  Aleksiej Kazakow
- 4.  Aleksandr Korniejew
- 5.  Andriej Maksimow
- 7.  Maksim Botin
- 8.  Dienis Garkuszenko
- 9.  Aleksiej Samojlenko
- 10.  Walerij Komarow
- 11.  Anton Kulikowski
- 13.  Clayton Stanley
- 16.  Roman Stiepanow
- 19.  Grigorij Afinogienow
- 20.  Pawieł Afonin
- 23.  Alain Roca

### Sezon 2010/2011
- 1.  Aleksiej Samojlenko
- 2.  Oleg Samsonyczew
- 3.  Clayton Stanley
- 4.  Dienis Garkuszenko
- 5.  Andriej Maksimow
- 6.  Władimir Siemszczikow
- 7.  Maksim Botin
- 8.  Aleksiej Bowduj
- 9.  Artiom Jermakow
- 10.  Roman Daniłow
- 12.  Artiom Wolwicz
- 13.  Grigorij Afinogienow
- 15.  Robert Kromm
- 16.  Roman Stiepanow

### Sezon 2009/2010
- 1.  Władimir Mielnik
- 2.  Oleg Samsonyczew
- 3.  Witalij Jewdoszenko
- 4.  Siergiej Burcew
- 7.  Leonid Kuzniecow
- 8.  Aleksiej Bowduj
- 9.  Jewgienij Matkowski
- 10.  Arkadi Kozłow
- 11.  Konstantin Uszakow
- 12.  Artiom Wolwicz
- 13.  Péter Veres
- 15.  Saša Starović
- 16.  Dmitrij Kiriczenko
- 18.  Dmitrij Szestak